# Sattellage
Die Sattellage nennt man den Bereich eines Pferderückens ab dem Widerrist nach hinten, wo der Reiter auch ohne Verwendung eines Reitsattels sitzt.
Die Dornfortsätze der Brustwirbelsäule (Brustwirbel 1 bis 14) sind vom Widerrist aus gesehen nach hinten geneigt. Weiter in Richtung Kruppe ändern diese ihre Richtung, dann steht der Dornfortsatz des 15. Brustwirbel gerade und die des 16., 17. und 18. Brustwirbels neigen sich in Richtung Pferdekopf. Diese Richtungsänderung ergibt die Rückenwölbung, die – unterstützt von der Rückenmuskulatur – notwendig ist, um das Reitergewicht tragen zu können. Ab dem 15. Brustwirbel kommen sich die Dornfortsätze durch die Biegung der Wirbelsäule sehr nahe. Das Reitergewicht würde hier eine zusätzliche Belastung (Durchbiegung) bringen, daher ist der richtige Platz der Sattellage ab dem Widerrist (9. Brustwirbel) bis zum 15. Brustwirbel. Hier sitzt der Reiter über dem Schwerpunkt des Pferdes, wo es das Gewicht auf seinem Rücken am besten ausbalancieren kann.
Die Sattellage und die Gurtlage ist vor dem Reiten gründlich zu reinigen, um Scheuerstellen und somit schmerzhafte Hautverletzungen zu vermeiden. Ebenso muss stets auf mögliche Hautveränderungen durch Satteldruck geachtet werden.